# Sacoche
 (mai 2020).
Si vous disposez d'ouvrages ou d'articles de référence ou si vous connaissez des sites web de qualité traitant du thème abordé ici, merci de compléter l'article en donnant les références utiles à sa vérifiabilité et en les liant à la section « Notes et références ».

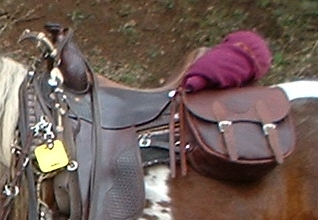
Sacoches de selle sur une selle Western.

Les sacoches sont des sacs qui peuvent être attachés aux selles.

## Équitation

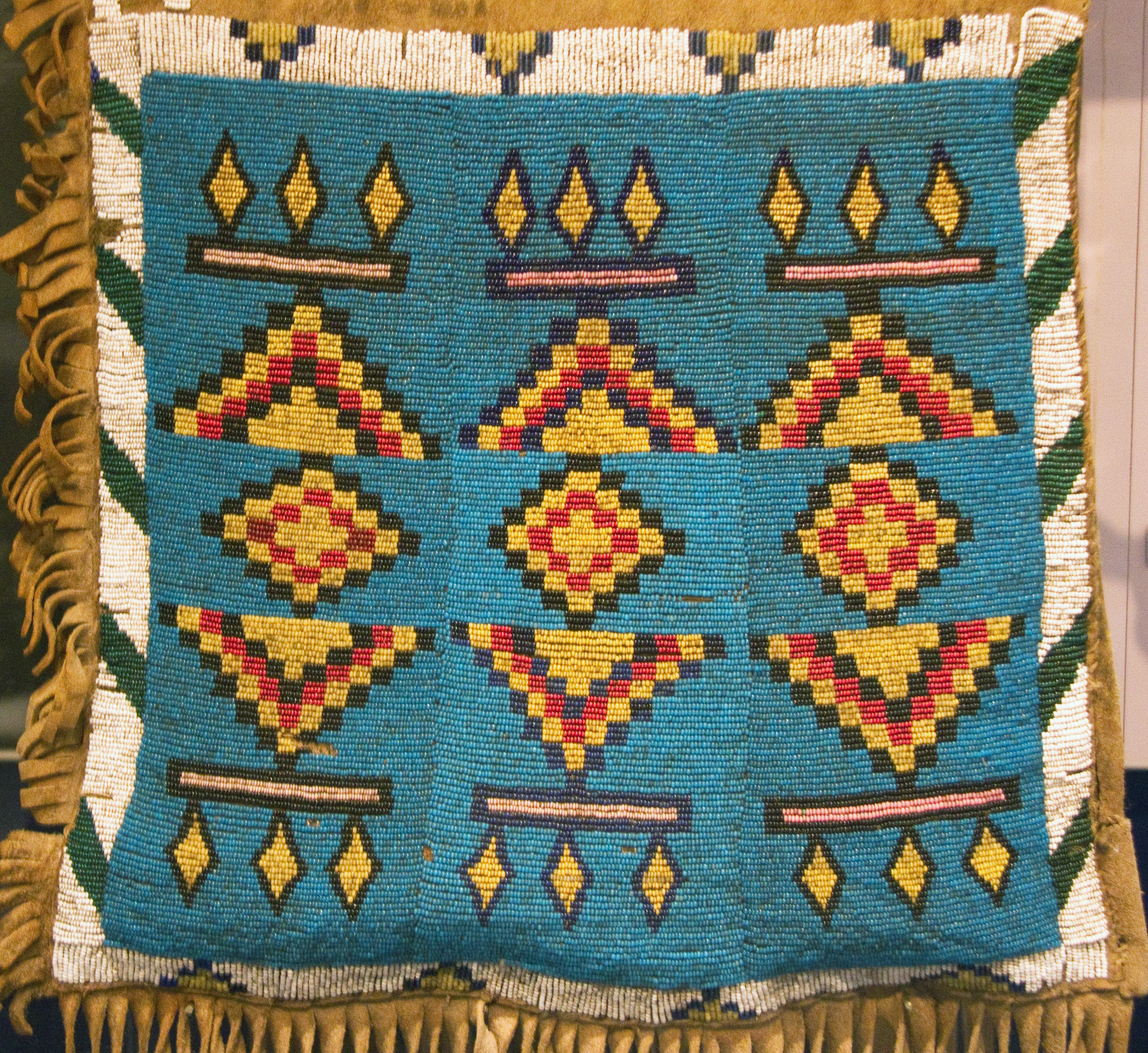
Sacoche traditionnelle des femmes pieds-noirs.

En équitation, les sacoches sont placées dans différentes positions, sur le dos, le côté ou l'avant de la selle. La plupart s'attachent à la selle par des sangles et des attaches. Elles peuvent être fabriquées à partir de différents matériaux. Bien que le cuir soit le matériau traditionnel, il est plus lourd et nécessite plus d'entretien que de nombreuses versions modernes. Il en existe plusieurs types : les sacoches à pommeau (qui se placent devant la selle), les sacoches traditionnelles jumelées (qui se placent sur les hanches du cheval, de part et d'autre du troussequin), et les petites sacoches assorties telles qu'une sacoche de troussequin (un petit sac en forme de tube qui se place juste derrière la selle), ou une seule petite sacoche de selle qui peut être portée sur le côté extérieur (côté droit) d'une selle anglaise.

## Animal de bât

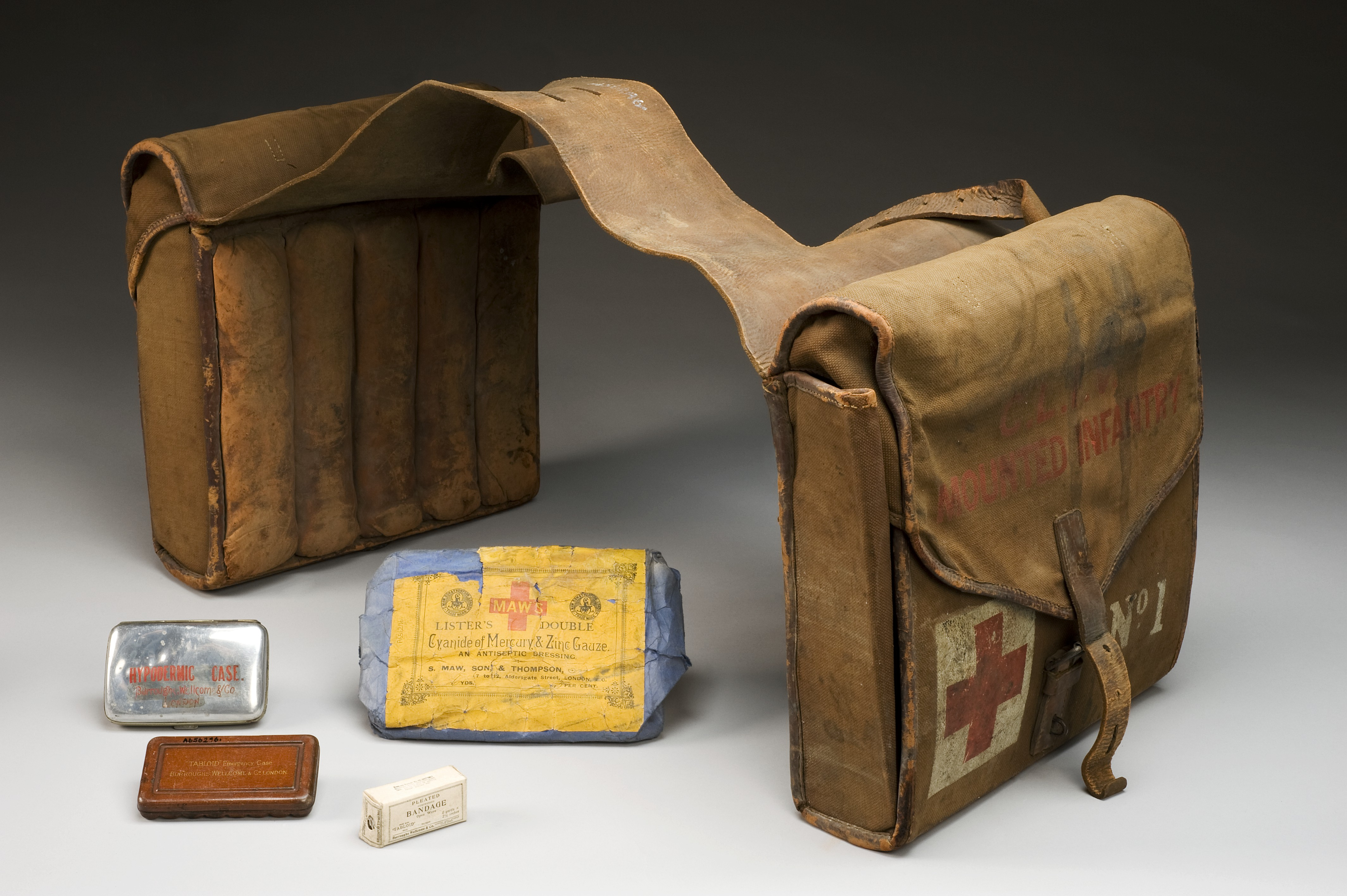
Des sacoches de la Première Guerre mondiale contenant une trousse de secours.

Les sacoches de type sacoche sont parfois fixées sur une selle de cheval ou d'un autre animal de bât (souvent une mule ou un âne) plutôt que sur un cavalier. En Anatolie turque, en Iran et au Baloutchistan, les sacoches sont traditionnellement tissées en laine, avec une face avant décorée de soumak et un dos uni tissé à plat. Des fentes sont laissées le long de l'ouverture pour qu'une corde puisse fermer et fixer le sac à l'animal de bât,.

## Bicyclette

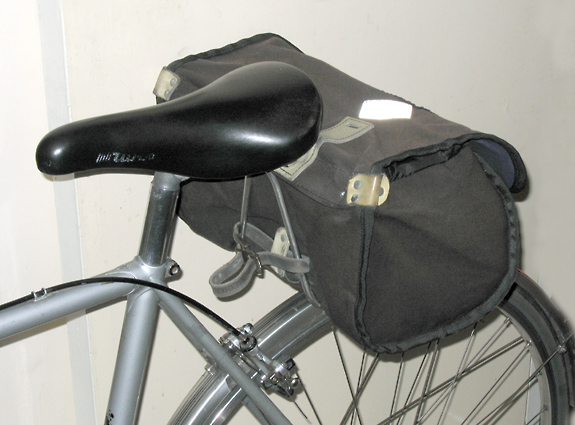
Sacoche pour bicyclette.

En cyclisme, une sacoche ou un sac de selle est un sac fixé sous la selle ou le siège. Les sacs plus petits sont généralement utilisés pour contenir quelques articles tels que des chambres à air de rechange, un kit de réparation de crevaison, des outils, des vêtements de pluie, de la nourriture, une trousse de premiers soins. Les sacoches de siège sont courantes sur les vélos de tourisme, les vélos de course et les VTT de cross-country.
Les sacs vont du plus petit au plus grand (plus de 25 litres). Les sacs plus petits, connus sous le nom de sacoches de selle, de sacoches à coins ou de sacoches de selle, se glissent entièrement sous la selle. Les sacs plus grands qui dépassent derrière et sur les côtés sont généralement appelés sacoches de selle ; un exemple bien connu est le Carradice Long Flap, qui est depuis de nombreuses années un élément de base des cyclotouristes britanniques, surtout le week-end.
Les vélos couchés ont des sièges beaucoup plus grands que la selle d'un vélo classique et il existe des sacoches spéciales qui s'attachent au siège ; elles sont également appelées sacoches de siège mais ont généralement la taille de petites sacoches de tourisme.

## Moto

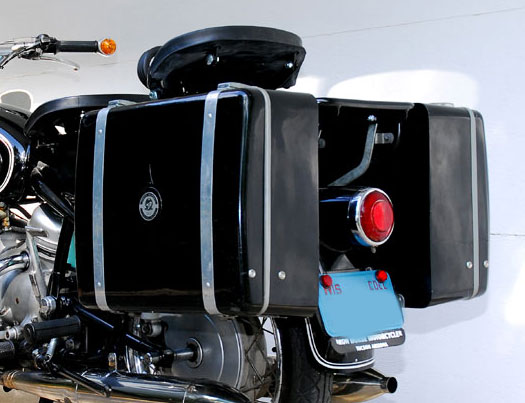
Sacoches latérales de moto.

Sur une moto, les sacoches peuvent être des valises à coque rigide montées derrière le siège et de chaque côté de la roue arrière, fixées à un cadre (qui se boulonne au cadre de la moto) appelé porte-bagages. Les sacoches modernes sont conçues pour être rapidement détachables.
Historiquement, les origines de ces sacoches étaient utilisées par les militaires pour les pilotes d'expédition, où des sacs souples, souvent en toile tissée, étaient fixés à la moto par des cadres rudimentaires permettant au pilote de transporter ses documents en toute sécurité. Après la fin des hostilités, tous les articles restants, y compris les motos, pouvaient être obtenus dans les dépôts de surplus de l'armée, en particulier après la Seconde Guerre mondiale, dans les années 1950, lorsque l'utilisation des motos comme moyen de transport bon marché s'est accrue.
Des sacoches souples sont également disponibles comme accessoires modernes pour motos (similaires aux sacoches occidentales décrites ci-dessus) à placer en travers de la partie arrière de la selle, ce qui les rend rapidement détachables. Elles peuvent ensuite être portées sur le bras ou l'épaule du motocycliste.
Fabriquées en cuir ou en vinyle (toile de cuir ou simili-cuir) avec des renforts, elles existent en différentes formes et tailles pour être utilisées comme bagage de voyage ou comme contenant temporaire pratique pour par exemple des articles de courses.